# Карлблом
Карлблом  (швед. Carlblom) — лифляндский род.

## Происхождение и история рода
Согласно семейной легенде, Карлбломы происходили из Швеции. Первым официально установленным предком был Йонас Карлблом (Jonas Carlblom, 1725—1785), учившийся в университете Або (1746—1749) и в 1752 году появившийся в Эстонии. Обосновался в епархии Нуке (в Ноароотси), где служил проповедником с 1755 по 1774 годы. Его сын и последующие потомки продолжали семейную традицию — пасторы рода Карлблом служили здесь до 1861 года.

## Известные представители
- Йонас Карлблом (Jonas Laurentii)  (1725—84), пастор и учитель в Эстляндии, оставил ряд проповедей на эстонском языке, в сборнике «Jutluse Ramat» (Ревель, 1779)
- Густав Карлблом , сын предыдущего (1761—1814), пастор, собрал много материалов для истории Эстляндии, составил «Prediger-Matricul Ehstlands und der Stadt Reval» (Ревель, 1794): после смерти его изданы по его бумагам «Hapsals Schicksale» («Esthonia», 1828, № 5; «Inland», 1852, № 26 и 27) и «Entwurf zur Kirchen- und Religions-Geschichte Esthlands», в «Archiv für d. Geschichte Liv-, Esth- und Kurlands» Bunge и Paucker’a (VI, Ревель, 1851);.
- Эрнст, сын предыдущего (1802—1853) — врач, написал «Diss. inaug. med. de phthisi laryngea tuberculosa» (Дерпт, 1826).
- Карлблом, Вильгельм Густав Иоганн (1820—1875) — пастор в Москве и Бессарабии; генерал-суперинтендент евангелически-лютеранской консистории в Москве; доктор теологии.